# Lantapan
Lantapan (Bayan ng Lantapan) är en kommun i Filippinerna. Kommunen ligger på ön Mindanao, och tillhör provinsen Bukidnon. Folkmängden uppgår till 42 383 invånare.
Lantapan är indelat i 14 barangayer.

## Bildgalleri

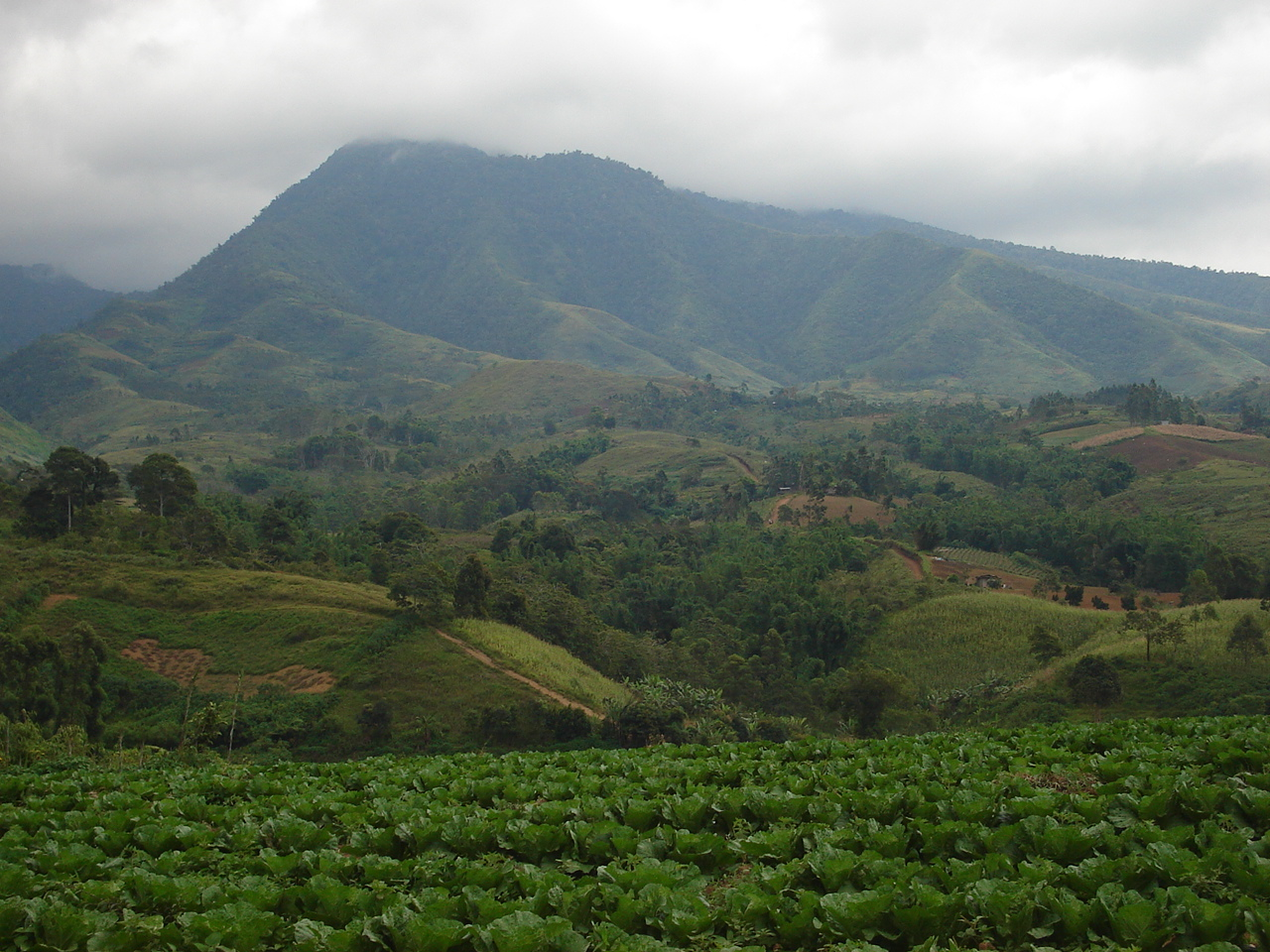
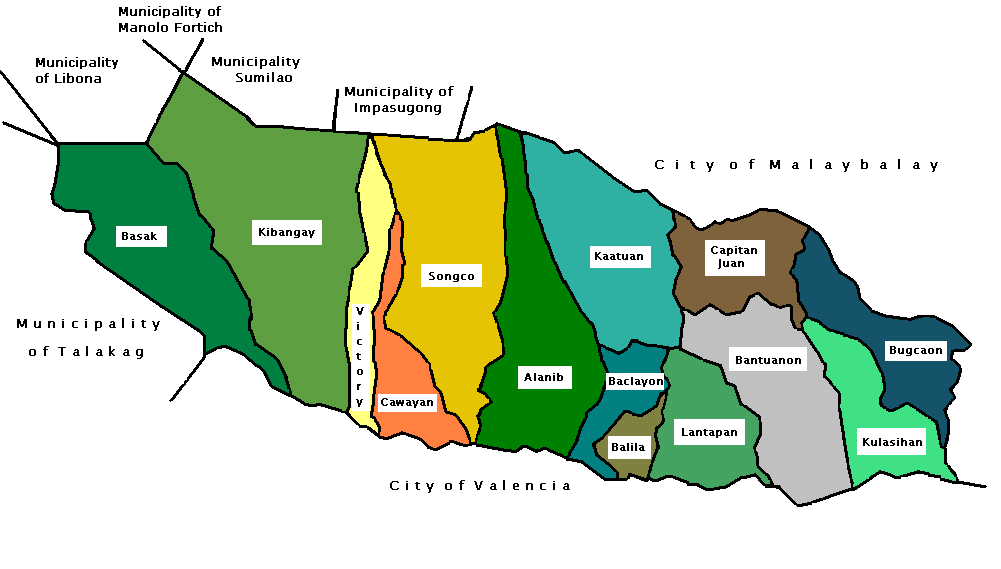
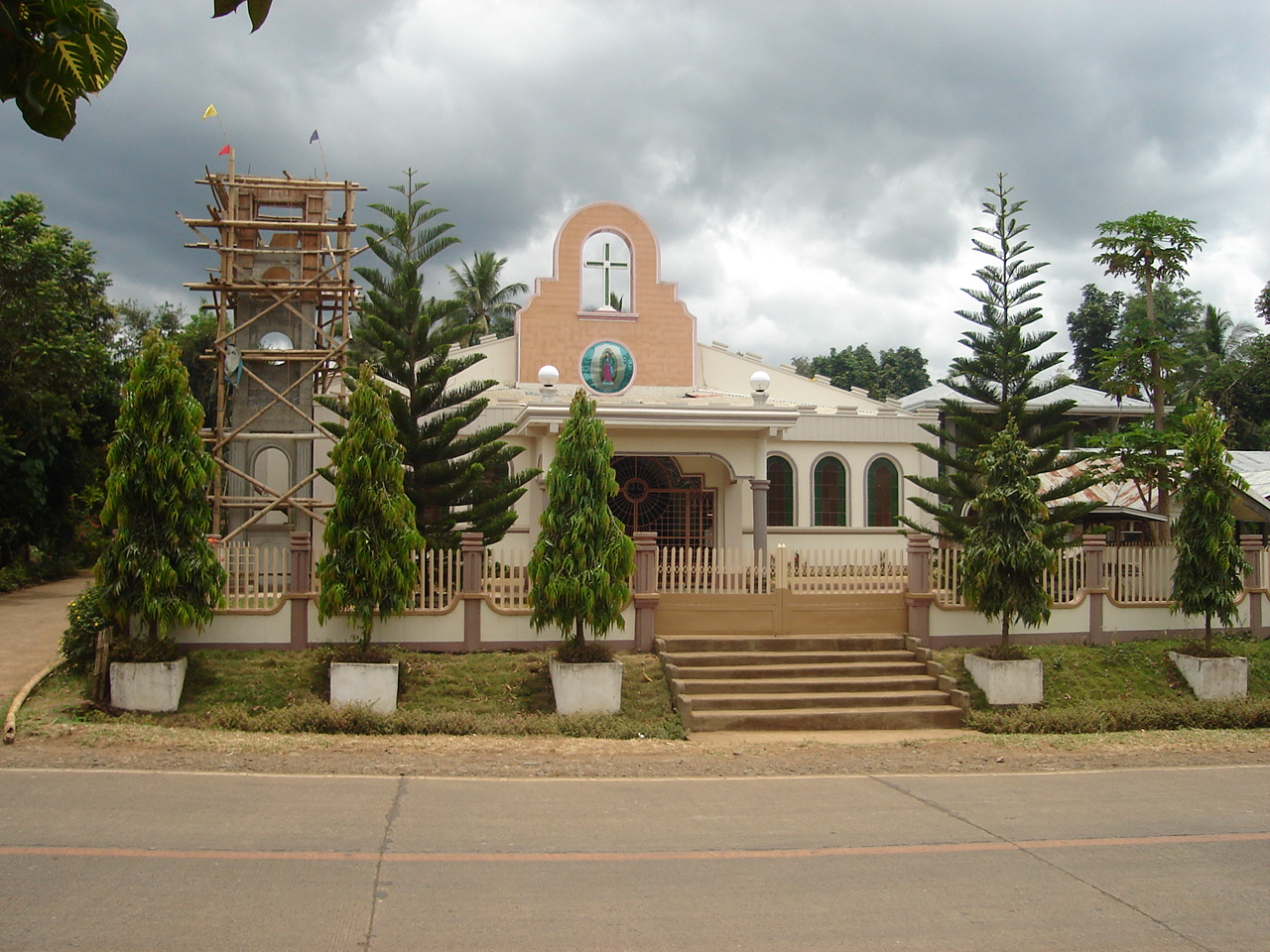
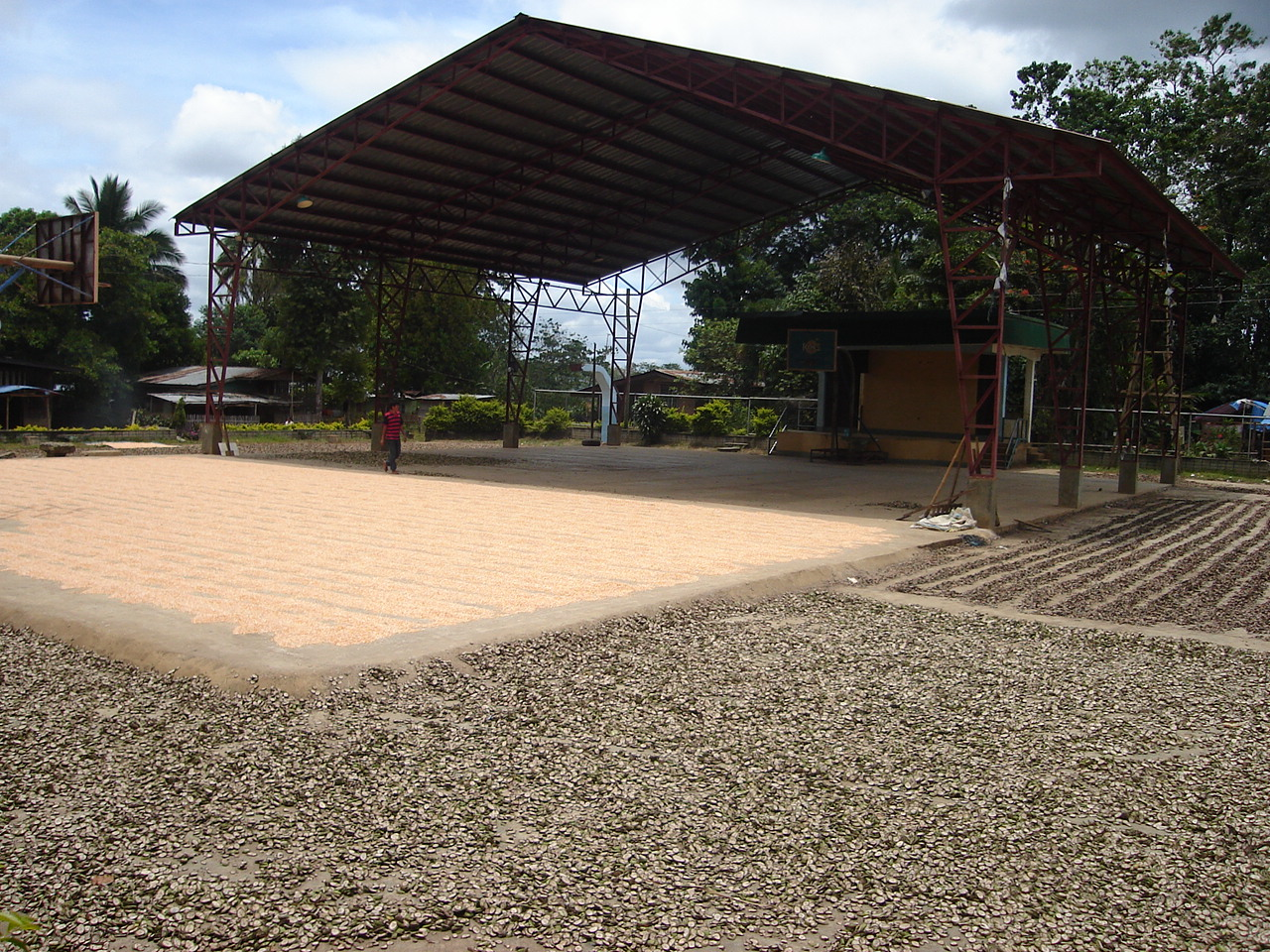
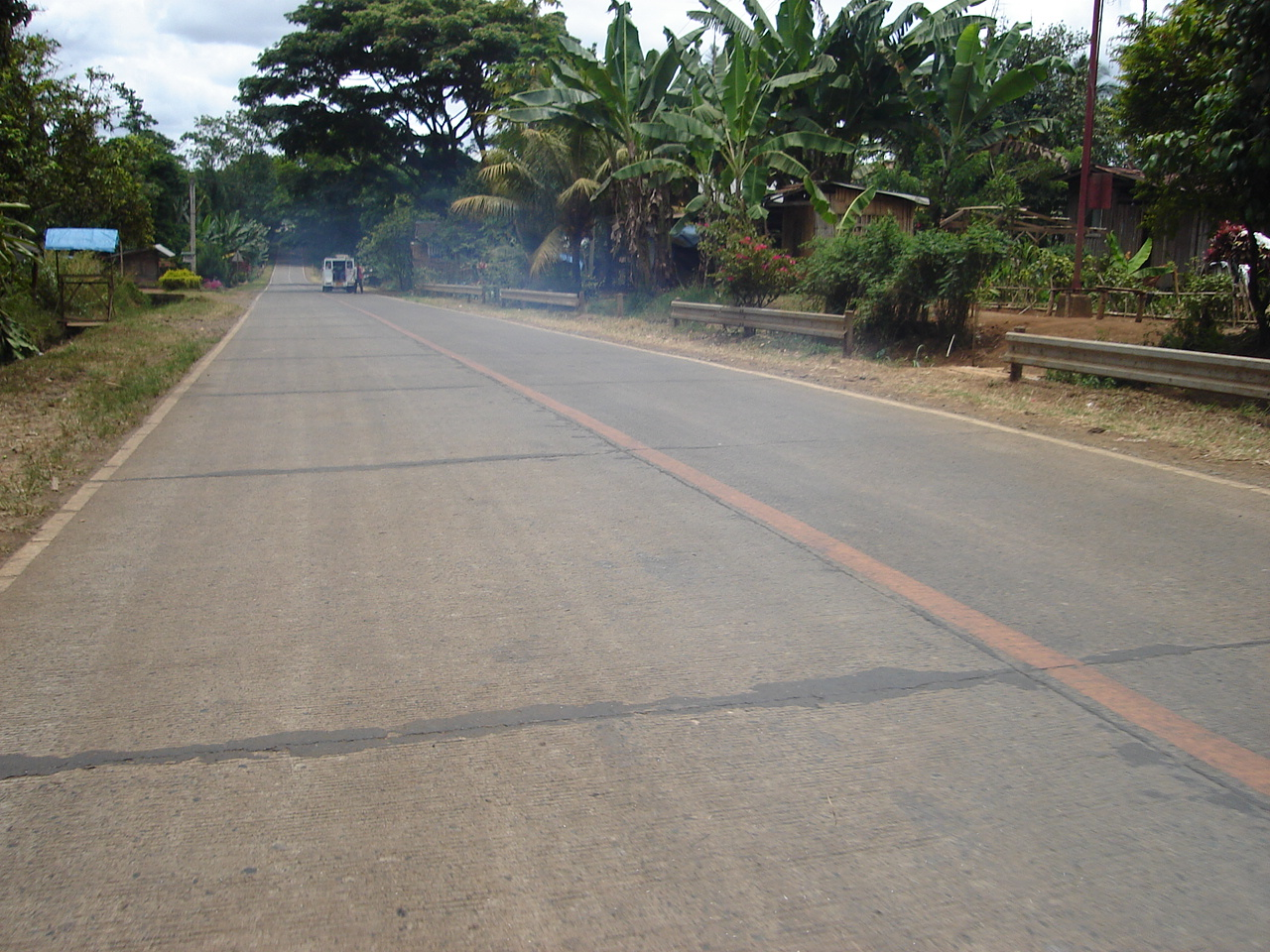